# Turia + Kant
Der Turia + Kant Verlag ist ein Buchverlag für vorwiegend geisteswissenschaftliche Literatur mit Sitz in Wien und Berlin. Eigentümer und Verleger ist Ingo Vavra, der den Verlag 1988 gegründet hat.

## Programm
Schwerpunkte des Programms sind Psychoanalyse, Kultur- und Geisteswissenschaften, politische Theorie und Philosophie. Es umfasst Neu- und Wiederentdeckungen aus der deutschsprachigen und internationalen Theorieliteratur. 2022 erschien erstmals ein Roman.
Der Verlag gibt unter anderem die deutschen Übersetzungen der Schriften und Seminare des französischen Psychoanalytikers Jacques Lacan heraus und führt weitere Autoren wie:
- Giorgio Agamben
- Alain Badiou
- Homi K. Bhabha
- Maurice Blanchot
- Juan Branco
- Judith Butler
- Jacques Derrida
- Frantz Fanon
- Louis-René des Forêts
- Philippe Lacoue-Labarthe
- Achille Mbembe
- Jacques-Alain Miller
- Jean-Claude Milner
- Jean-Luc Nancy
- Fernando Pessoa
- Aníbal Quijano
- Rahel Sophia Süß
- Gayatri Chakravorty Spivak
- Slavoj Žižek

## Reihen
- Mittelmeerstudien. Beiträge zur Geschichte der größeren Méditerranée. Herausgegeben von Gottfried Liedl
- Neue Subjektile. Herausgegeben von Marcus Coelen, Johannes Kleinbeck und Oliver Precht
- re.visionen. Herausgegeben  von Marco Gutjahr und Jonas Hock
- aka Texte. Herausgegeben vom Arbeitskreis Kulturanalyse, Wien
- es kommt darauf an. Herausgegeben von Boris Buden, Jens Kastner, Isabell Lorey, Birgit Mennel, Stefan Nowotny, Gerald Raunig, Hito Steyerl, Ingo Vavra, Tom Waibel
- Cultural Inquiry. Herausgegeben von Christoph F. E. Holzhey und Manuele Gragnolati

## Auszeichnungen
- 2004: Schönstes wissenschaftliches Buch Österreichs[3]
- 2005: Silbermedaille Schönste Bücher aus aller Welt der Stiftung Buchkunst